# Yizheng
Yizheng (chinois : 仪征市 ; pinyin : yízhēng shì) est une ville de la province du Jiangsu en Chine. C'est une ville-district placée sous la juridiction de la ville-préfecture de Yangzhou.

## Démographie
La population du district était de 594 616 habitants en 1999.